# Andrej Mogutjij
Andrej Anatolevitj Mogutjij (ryska Андрей Анатольевич Могучий), född 23 november 1961 i dåvarande Leningrad (nuvarande Sankt Petersburg), är en rysk teaterregissör.

## Biografi
Andrej Mogutjij utexaminerades från Leningrad Gosudarstvennyj Universitet Aerokosmtjeskogo Priborostroenia (Leningrads statliga universitet för flyginstrumentation) 1984. Därefter utbildade han sig till regissör vid Leningrads kulturinstitut. 1990 grundade han den egna teatergruppen Formalnyj Teatr i Sankt Petersburg. Han har också regisserat vid flera av Rysslands ledande teatrar. Ursprungligen var Formalnyj Teatr experimentell men med tiden har Mogutjij alltmer närmat sig den psykologiska teatern i den ryska traditionen efter Konstantin Stanislavskij, gärna med ett impressionistiskt handlag. Han har också gjort storslagna utomhusproduktioner, som Aleksandr Pusjkins Boris Godunov 2003. Sedan 2013 är han konstnärlig ledare för Tovstogonov Bolsjoj Dramatitjeskij Teatr i Sankt Petersburg. Bland utmärkelser han tilldelats kan nämnas First Fringe Award vid Edinburgh Festival Fringe 2001 och Premio Europa New Theatrical Realities 2010.
2010 gästade Formalnyj Teatr Helsingfors festspel med hans uppsättning av Maxim Isayevs Sadovody (Садоводы, Trädgårdsmästare). 2015 skulle han gästregisserat hos Klockriketeatern i Helsingfors men det ställdes in sedan Mogutjij undertecknat en namninsamling till stöd för den ryska annekteringen av Krim.